# Liste der Monuments historiques in Chanteloup-les-Bois
Die Liste der Monuments historiques in Chanteloup-les-Bois führt die Monuments historiques in der französischen Gemeinde Chanteloup-les-Bois auf.

## Liste der Bauwerke
| Bezeichnung     | Beschreibung | Standort | Kennzeichnung | Schutzstatus | Datum | Bild |
| --------------- | ------------ | -------- | ------------- | ------------ | ----- | ---- |
| Zwei Windmühlen | Erbaut 1836  | (Lage)   | PA00109022    | Inscrit      | 1978  |      |